# Plagiodontes

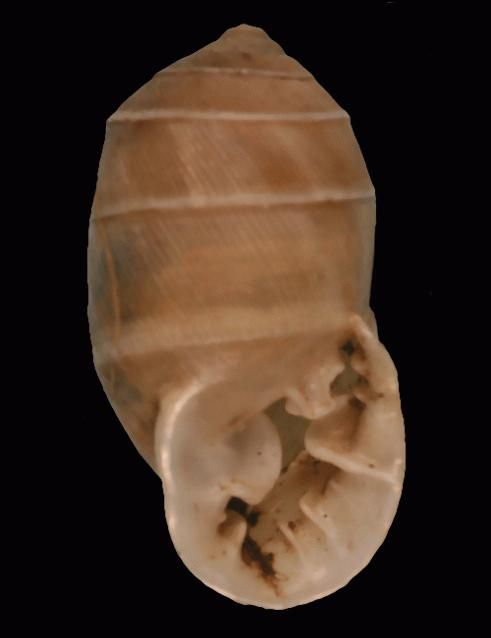
Plagiodontes weyenberghii.

Plagiodontes es un género de moluscos gastrópodos terrestres pulmonados, conformado por 10 especies e incluido en la familia de los odontostómidos. Sus integrantes habitan en el sur de Sudamérica.

## Taxonomía
Descripción original
Plagiodontes fue descrito originalmente en el año 1876 por el zoólogo, químico y geólogo germano - argentino Adolfo Doering, como subgénero de Bulimus.
Su especie tipo es Plagiodontes dentatus, la que fue descrita en el año 1828 con el nombre de Helix dentata por el zoólogo inglés William Wood.
Subdivisión
Este género se compone de 10 especies:
- Plagiodontes brackebuschii (Doering, 1877)
- Plagiodontes daedaleus (Deshayes, 1851)
- Plagiodontes dentatus (Wood, 1828)
- Plagiodontes multiplicatus (Doering, 1877)
- Plagiodontes parodizi Pizá & Cazzaniga, 2016
- Plagiodontes patagonicus (d'Orbigny, 1835)
- Plagiodontes rocae Doering, 1881
- Plagiodontes strobelii (Doering, 1877)
- Plagiodontes weyenberghii (Doering, 1877)
- Plagiodontes weyrauchi Pizá & Cazzaniga, 2009

## Distribución y hábitat

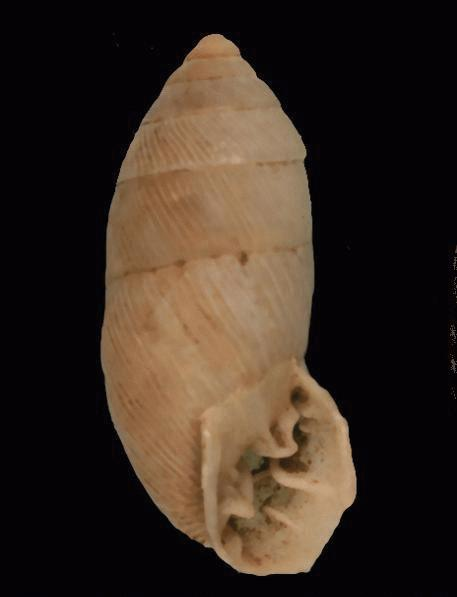
Plagiodontes brackebuschii.

Este género de moluscos es endémico del sur de Sudamérica, distribuyéndose en tres núcleos, distanciados entre sí por áreas de planicies cubiertas de pastizales sin la presencia de especies del género. Estos núcleos se localizan especialmente en zonas montañosas o sus proximidades, dos son exclusivos de la Argentina y el tercero se posiciona tanto en la Argentina como en el Uruguay.